# Phyllachora serjaniicola
Phyllachora serjaniicola är en svampart som beskrevs av Chardón 1921. Phyllachora serjaniicola ingår i släktet Phyllachora och familjen Phyllachoraceae.   Inga underarter finns listade i Catalogue of Life.